# Rhododendron banghamiorum
Rhododendron banghamiorum är en ljungväxtart som först beskrevs av Johannes Jacobus Smith, och fick sitt nu gällande namn av Herman Otto Sleumer. Rhododendron banghamiorum ingår i släktet rododendron, och familjen ljungväxter. Inga underarter finns listade i Catalogue of Life.